# 부다나트

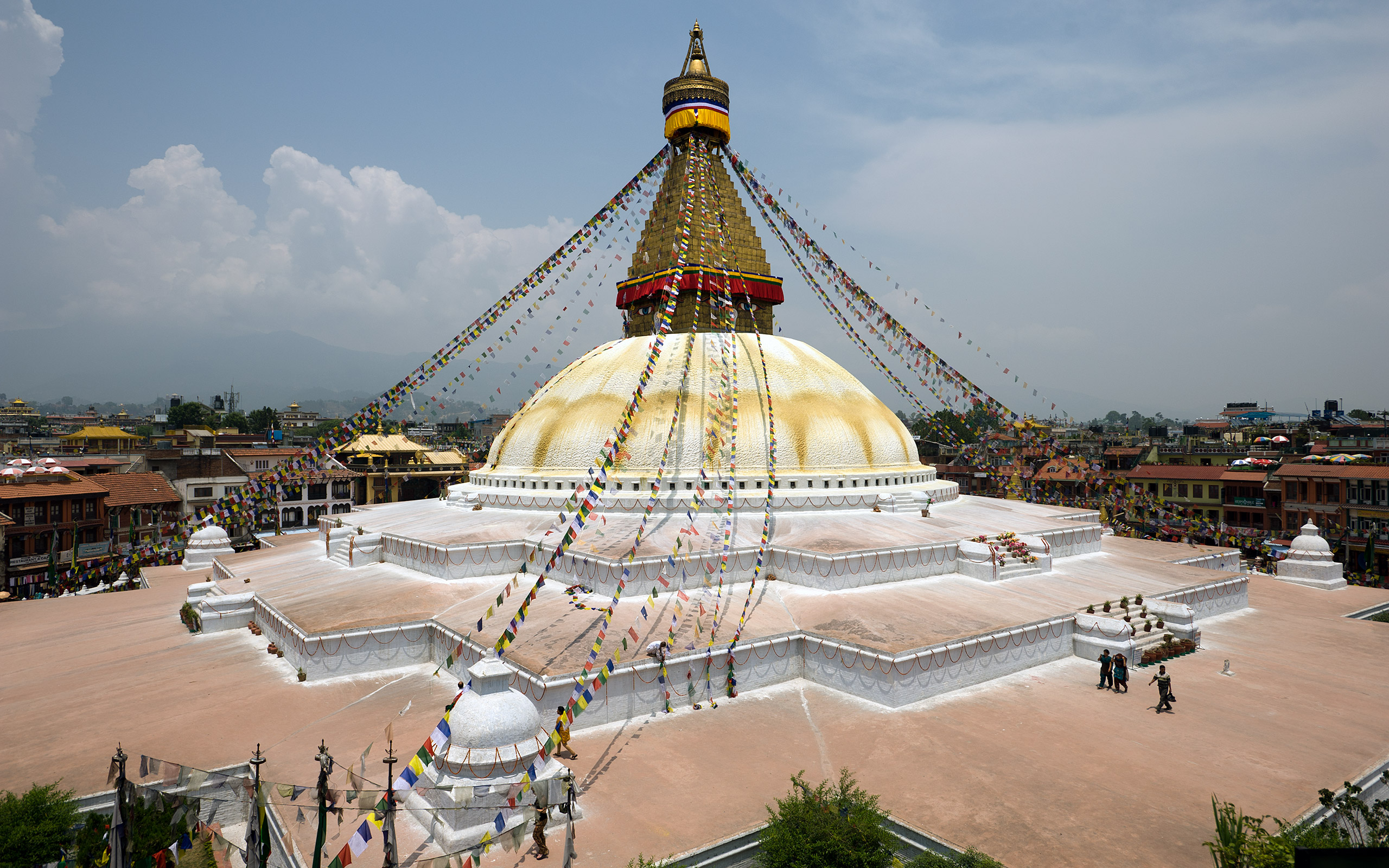
부다나트

부다나트(네팔어: बौद्धनाथ)는 네팔 카트만두에 있는 높이 약 36m의 티베트 불교의 탑 (스투파)이다. 카트만두 계곡의 일환으로 유네스코 세계 유산에 등록되어 있다.

부다나트
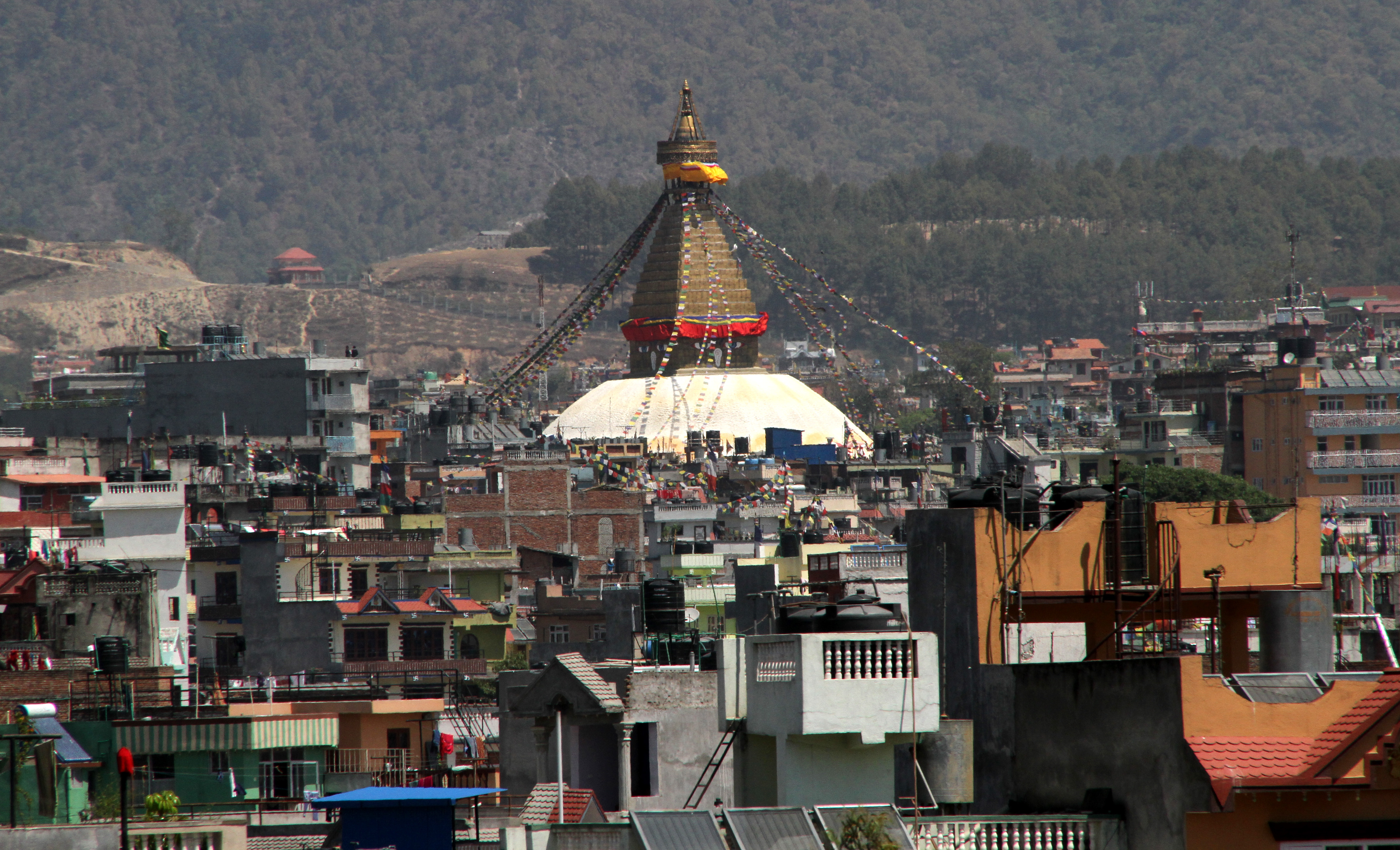
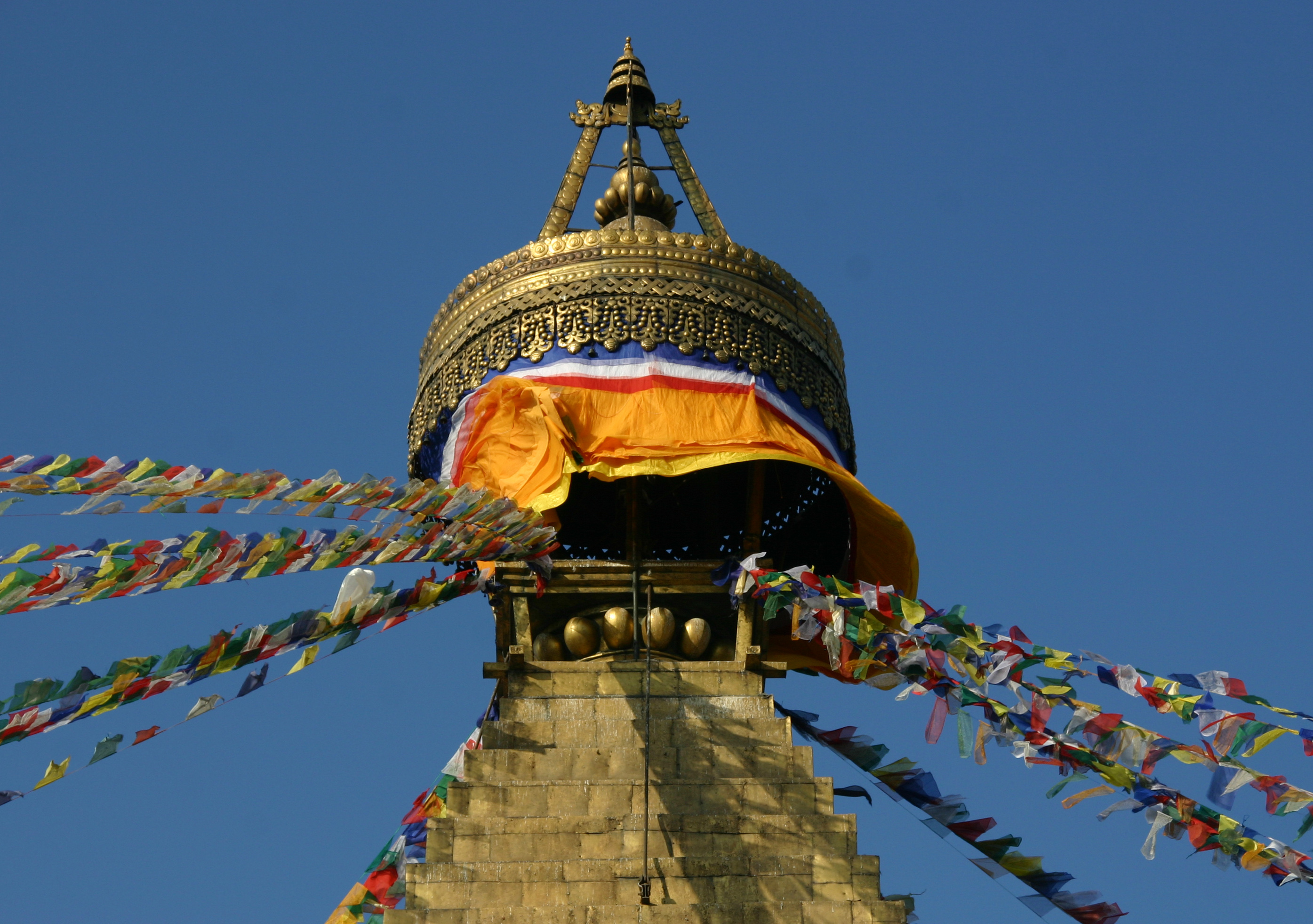
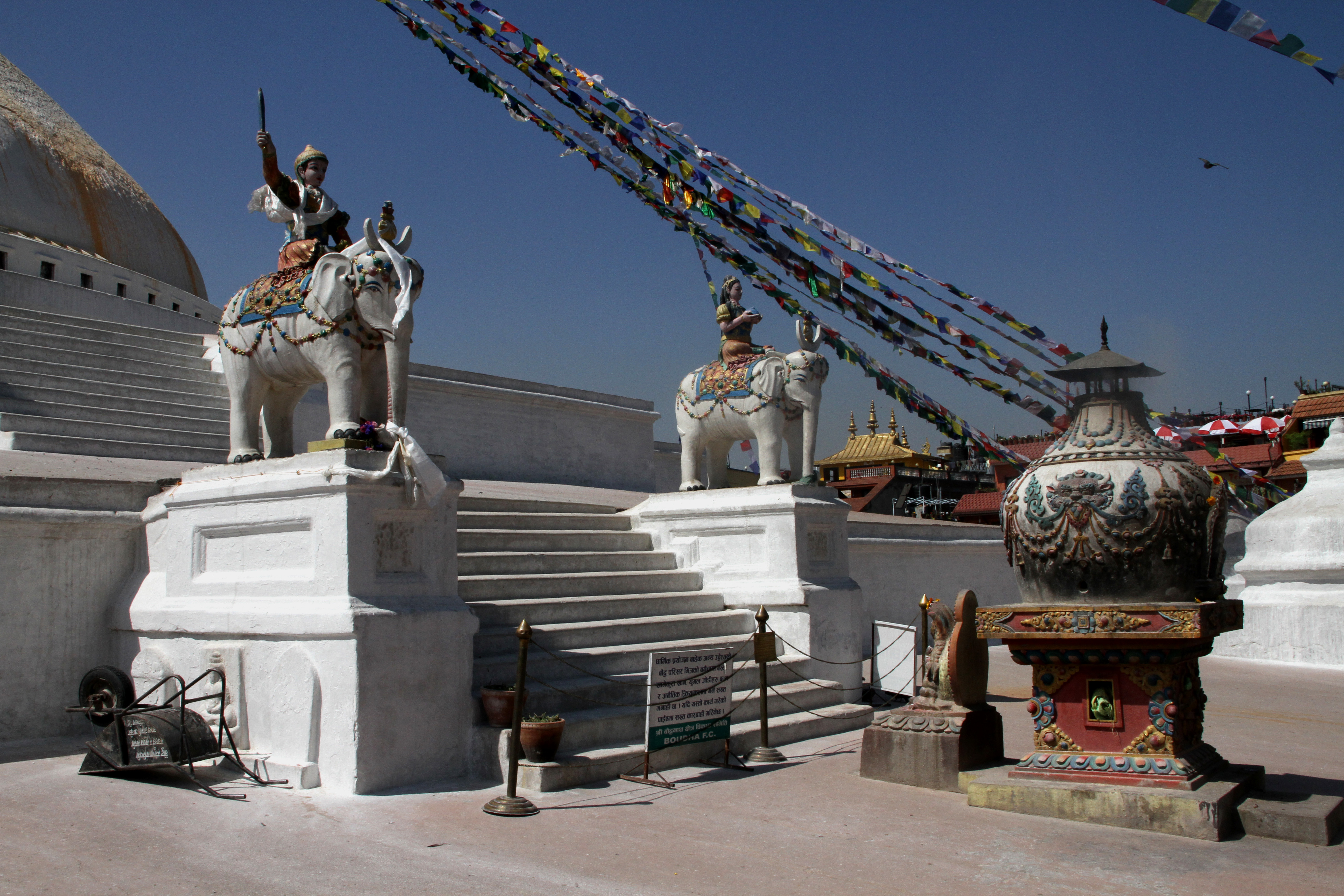
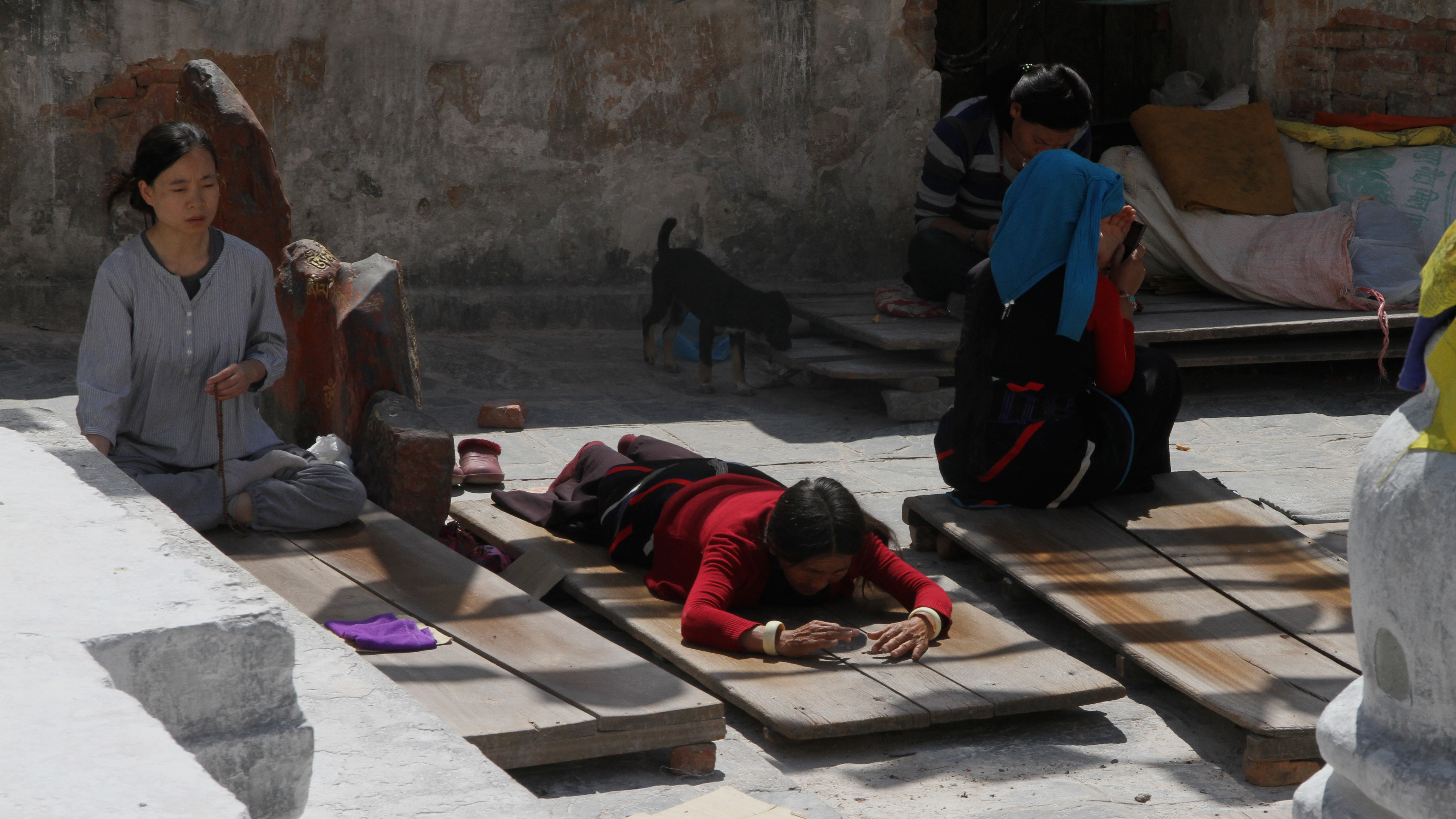
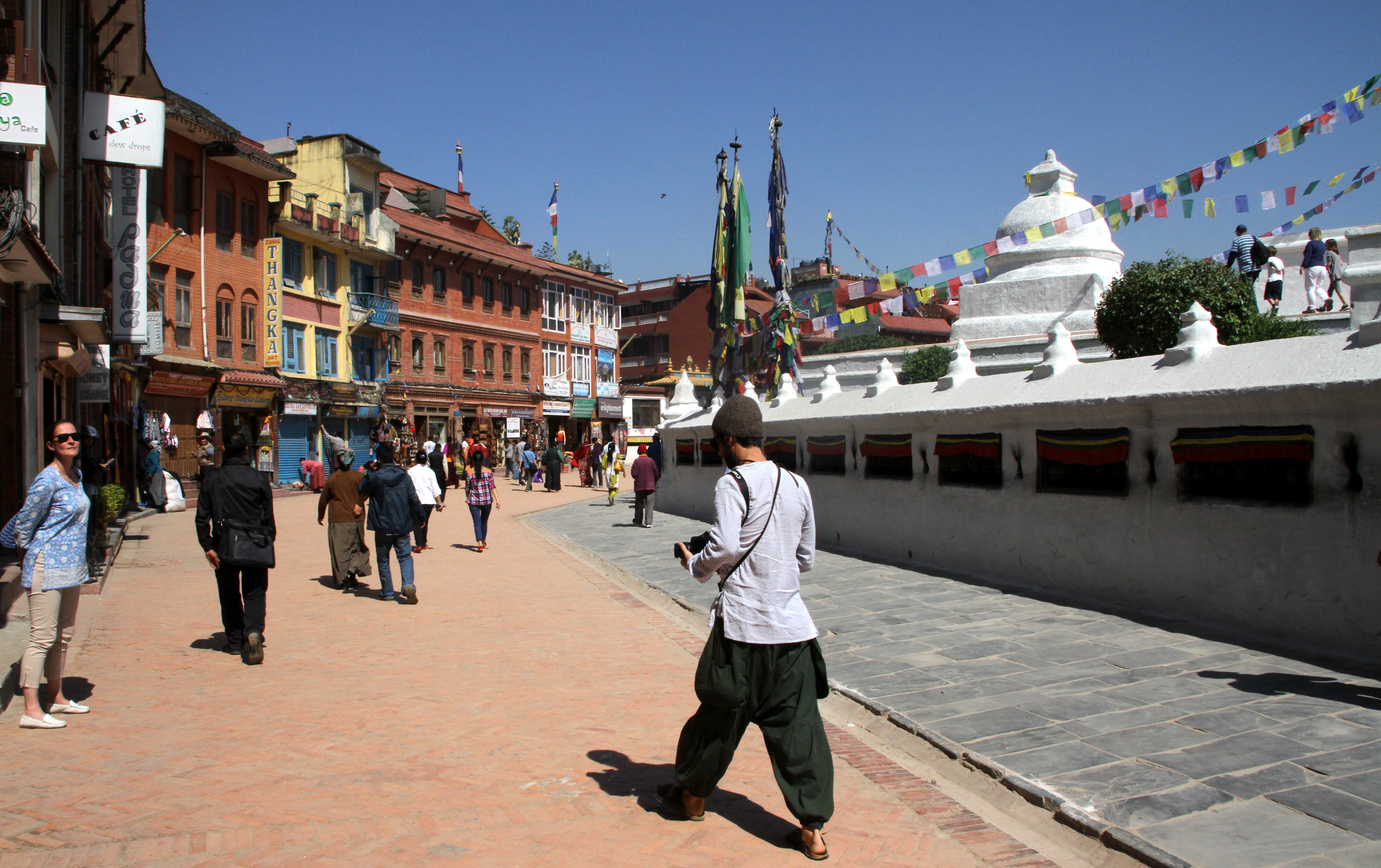
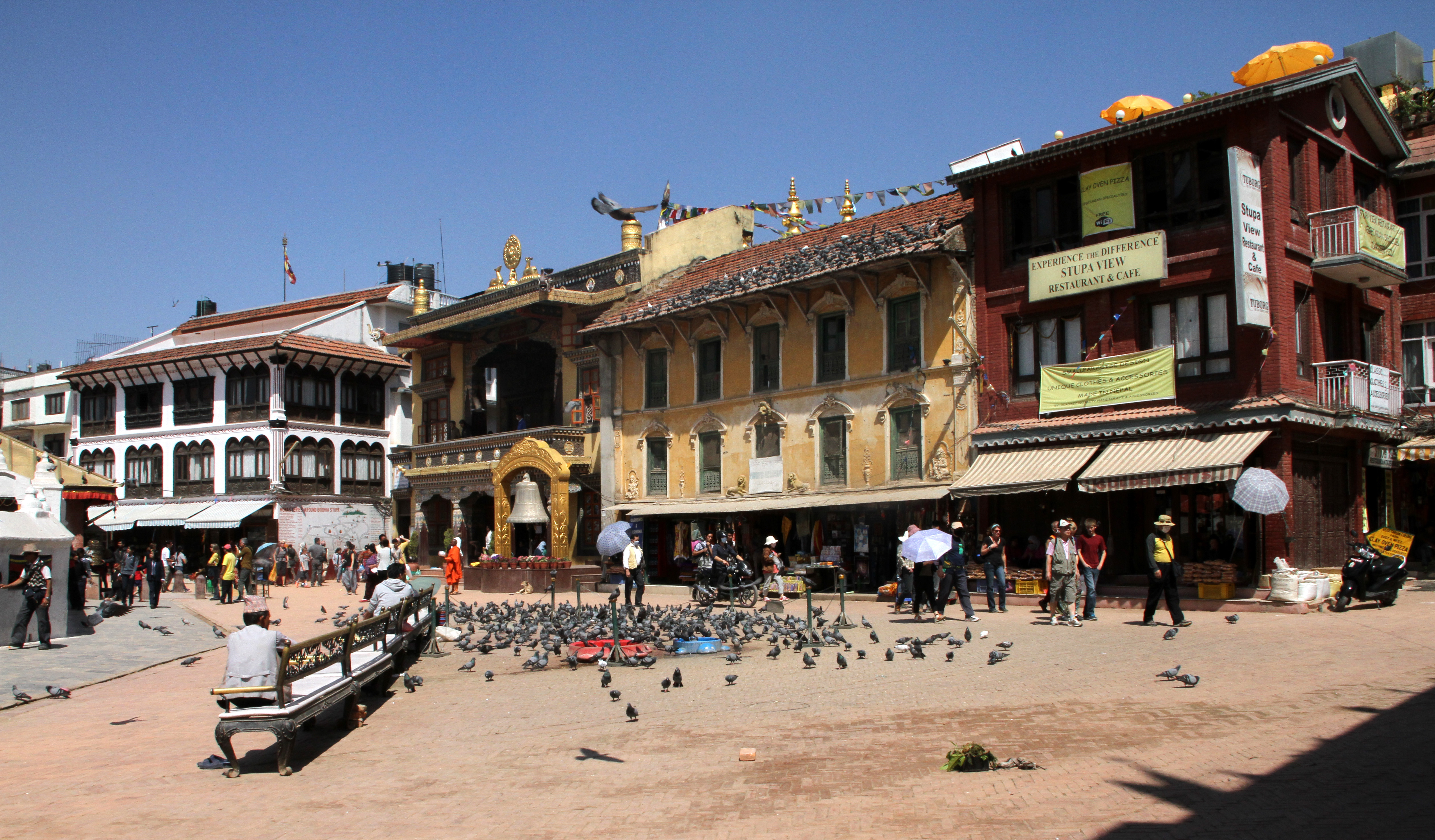
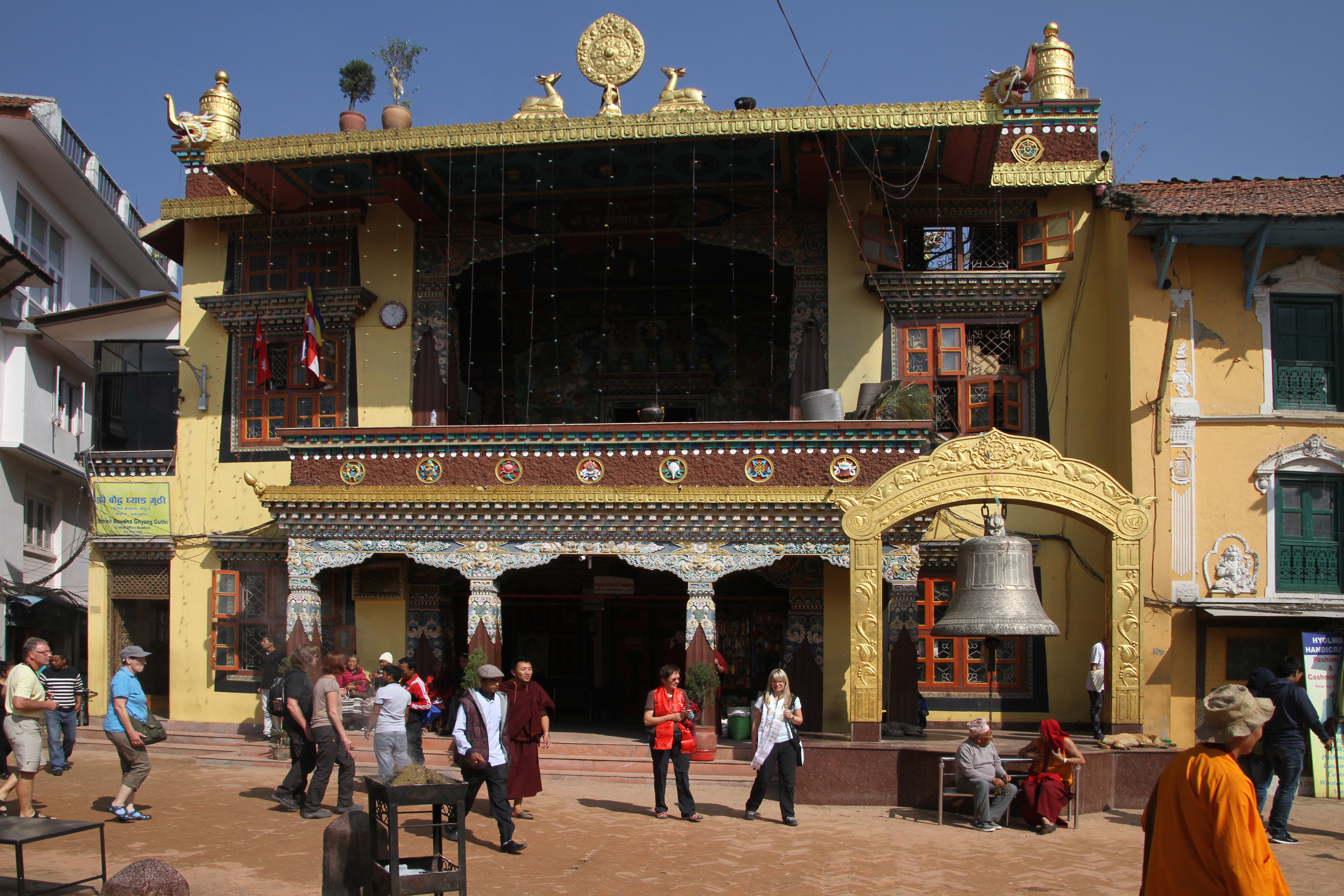
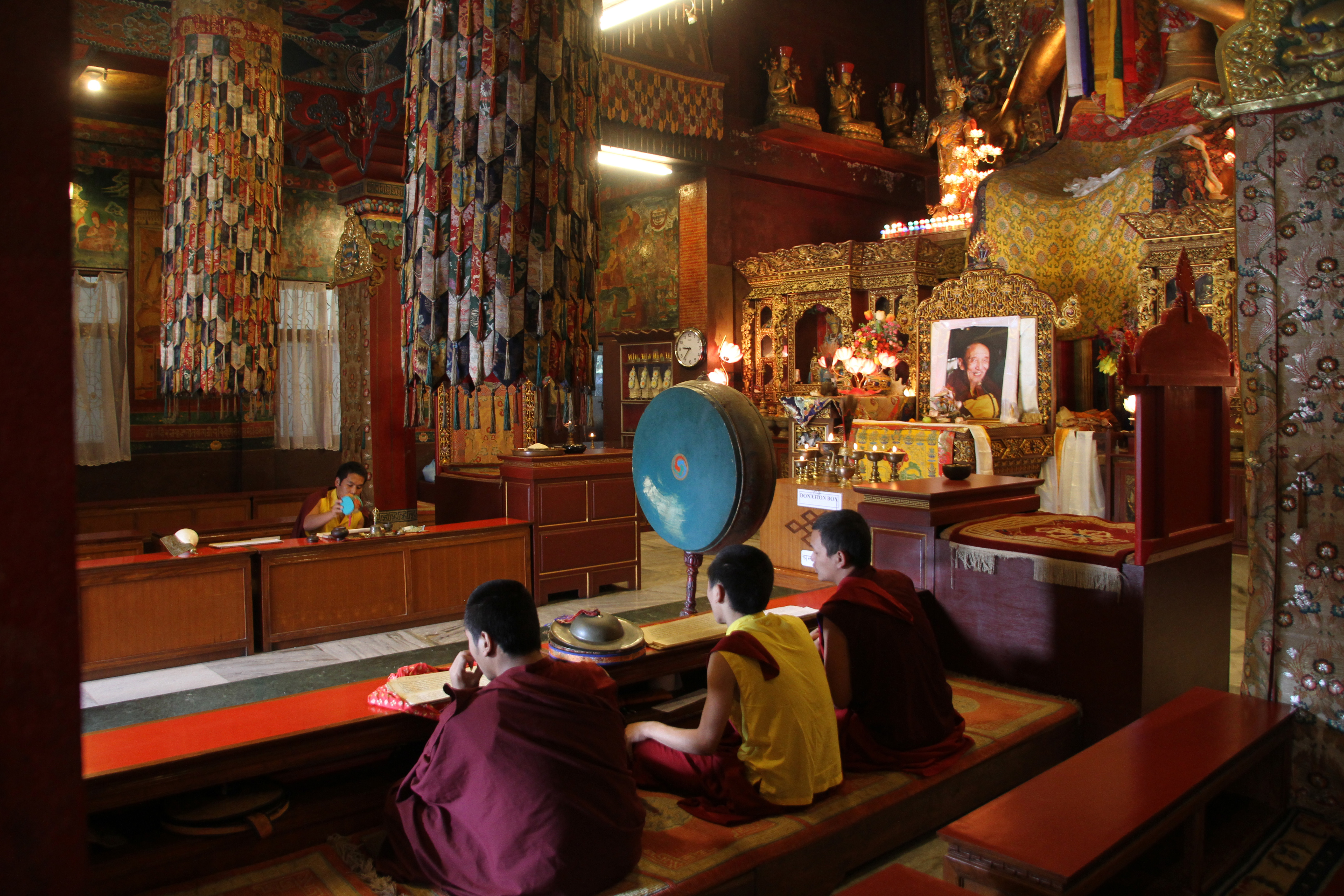

## 같이 보기
- 스와얌부나트 사원